# Санчес, Аарон
Аарон Санчес Альбуркерке (кат. Aarón Sánchez Alburquerque; род. 5 июня 1996, Саламанка, Испания) — андоррский футболист, нападающий клуба «УЭ Санта-Колома» и национальной сборной Андорры. Ранее играл за клуб «Льейда B». Выступал за юношеские сборные Андорры до 17 и до 19 лет, а также за молодёжную сборную до 21 года.

## Биография

### Клубная карьера
С 2011 по 2012 год играл в юношеском чемпионате Каталонии за команду «Андорра» из столицы одноимённого княжества. В 20 матчах Санчес отметился 20 забитыми голами.
С 2012 года по 2013 год выступал за основную команду «Андорры». В 2014 году перешёл в клуб «Льейда», где играл вместе с другим андоррцем Максом Льоверой. В июле 2015 года мог перейти в вернутся «Андорру». В основном выступал за вторую команду «Льейды».
В 2016 году вернулся в «Андорру».

### Карьера в сборной
Выступал за юношескую сборную Андорры до 17 лет и провёл 6 матчей в квалификациях на чемпионат Европы, в которых забил два гола (в ворота Сан-Марино и Германии). В составе сборной до 19 лет Аарон Санчес сыграл в 9 матчах отборочных турниров на чемпионаты Европы, завив при этом один гол (в ворота Молдавии).
9 сентября 2014 года дебютировал за молодёжную сборную Андорры до 21 года в матче против России (0:5), выйдя на 83 минуте вместо Марка Феррера.
6 июня 2015 года дебютировал в составе национальной сборной Андорры в товарищеской игре против Экваториальной Гвинеи (0:1), главный тренер Кольдо выпустил Санчеса в начале второго тайма вместо Себастьяна Гомеса. Спустя десять дней, 16 июня 2015 года Санчес в игре за молодёжную сборную в квалификации на чемпионате Европы в 2017 забил единственный гол Литве, принеся андоррцам минимальную победу (1:0). Эта победа стала первой в истории сборной Андорры до 21 года.
Всего за сборную Андорры провёл 8 матчей.